# Yaese
Yaese (jap. 八重瀬町 Yaese-chō) – miasto w Japonii, w prefekturze Okinawa, na wyspie Okinawa. Według danych na rok 2020 miejscowość zamieszkiwało 30 941 mieszkańców , a gęstość zaludnienia wyniosła 1147,6 os./km².